# جيفرسون كافيري
جيفرسون كافيري (بالإنجليزية: Jefferson Caffery)‏ (1 ديسمبر 1886 - 13 أبريل 1974) كان دبلوماسي أمريكي مميز ، شغل منصب سفير الولايات المتحدة في السلفادور (1926-1928)، كولومبيا (1928-1933)، كوبا (1934-1937)، البرازيل (1937-1944)، فرنسا (1944-1949)، مصر (1949-1955).

## روابط خارجية
- جيفرسون كافيري على موقع مونزينجر (الألمانية)
- جيفرسون كافيري على موقع إن إن دي بي (الإنجليزية)